# Вулиця Михайла Михалевича (Тернопіль)
Вулиця Михайла Михалевича — вулиця в житловому масиві «Дружба» міста Тернополя. Названа на честь українського художника, іконописця, громадського діяча Михайла Михалевича.

## Відомості
До 1920-х років була частиною історичного приміського села Загребелля, носила ім'я Панєньська (польський варіант Дівочої). З приходом радянської влади та забудовою колишнього села перейменована на вулицю П. Морозова, після здобуття незалежності носить своє сучасне ім'я. Розпочинається від вулиці Гетьмана Івана Мазепи, пролягає на північ до вулиці Чумацької, де і закінчується. Довжина вулиці — близько 210 м. На вулиці розташовані приватні будинки, також знаходиться незаконна забудова.

## Транспорт
Рух вулицею — двосторонній, дорожнє покриття — асфальт. Громадський транспорт по вулиці не курсує, найближчі зупинки знаходяться на вулиці Гетьмана Івана Мазепи.